# Rudy Gunawan
Rudy Gunawan (født 31. december 1966 i Surakarta), indonesisk badmintonspiller som deltog i de olympiske lege 1992 i Barcelona.
Gunawan vandt en sølvmedalje i badminton under Sommer-OL 1992 i Barcelona. Sammen med Eddy Hartono kom han på en andenplads i doubleturneringen for mænd. De tabte i finalen til Kim Moon-soo / Park Joo-bong fra Sydkorea.